# Genocide Watch
Genocide Watch — неправительственная международная организация по предотвращению и предупреждению геноцидов. Штаб квартира организации находится в Вашингтоне.

## История
Организация была основана в 1999 году профессором кафедры исследований геноцида университета Джорджа Мейсона Грегори Стентоном. С момента основания организация «Genocide Watch» является председателем и координатором «Альянса против геноцида», в который входят 100 организаций в 24 странах мира, в том числе «Группа по правам меньшинств», «Международная кризисная группа», «Aegis Trust» и «Survival International».
В 2010 году «Genocide Watch» стала первой организацией, заявившей, что резня в Гукурахунди в Зимбабве в 1980-х годах соответствует определению геноцида, и призвала к судебному преследованию зимбабвийских лидеров, включая президента Роберта Мугабе
В 2020 году «Genocide Watch» присоединилась к другим правозащитным организациям, призывающим Совет ООН по правам человека расследовать действия китайского правительства в отношении уйгуров и других тюркских мусульманских меньшинств в регионе Синьцзян и «разработать стратегии», чтобы положить конец нарушениям, которые могут составить к актам геноцида.
На Международном суде по делу генерала Боско Нтаганды, в рамках расследований преступлений в Демократической Республике Конго, организация «Genocide Watch» представила свои наблюдения в качестве «Amicus curiae»